# ディーヴォ

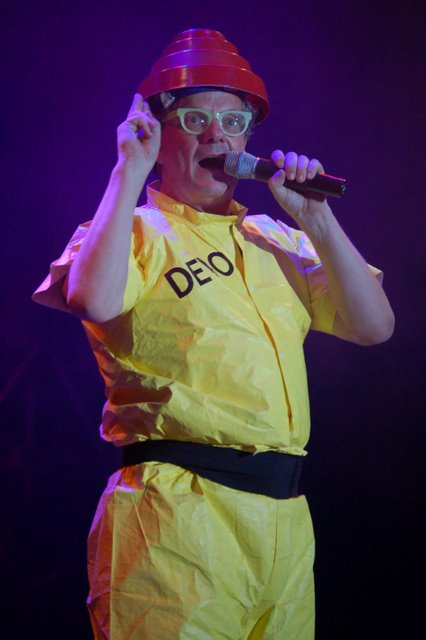
エナジードームを被ったマーク

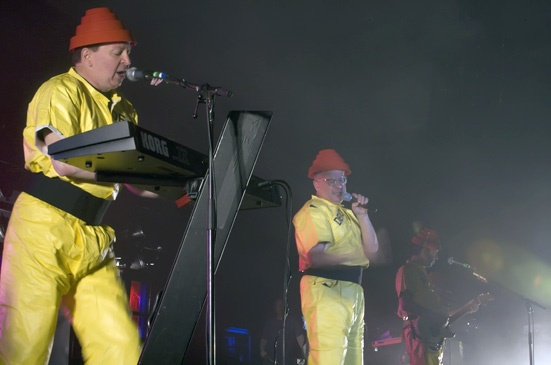
左からジェリー、マーク、ボブ1号

ディーヴォ（Devo）は、アメリカ合衆国オハイオ州アクロンで1973年に結成されたロックバンド。

## 概要
1973年、オハイオ州ケント州立大学美術学部の学生だったマーク・マザーズボウとジェラルド・キャセールが意気投合して前身となるグループを結成した。そのころふたりはグラフィック・アートの世界に幻滅し、音楽の世界に可能性を見いだそうとしていた。『The Beginning Was The End Knowledge Can Be Eaten』という人文・自然科学の本を読んで影響を受け、その「人間退化論」を音楽のバックボーンにしようと考えた。「ディーヴォ（Devo）」というバンド名は「De-Evolution」の略で、「人間は進化した生き物ではなく、退化した生き物だ」という意味が込められている。
1970年代後半に登場したニュー・ウェイヴ・バンドのうちでも、非常に影響力の強かったバンドである。日本ではクラフトワークとともにテクノ・ポップの成立を語る上で欠かせないバンドであり、のちにPOLYSICSをはじめとするフォロワーが現れ始め、さらにはPEVOのようにそっくりなバンドも生まれた。本国アメリカではニルヴァーナ、レイジ・アゲインスト・ザ・マシーンといったバンドがカバーしている。
『欲望心理学』からシングルカットされた「ホイップ・イット」がトップ20に入りヒットする。その後は『オー・ノー!イッツ・ディーヴォ』では名プロデューサー、ロイ・トーマス・ベイカーを起用、『シャウト』ではサンプリング・シンセ、シモンズ・ドラムを導入してサウンドを深化させるなどして精力的に活動を続けたが、1990年代になるとバンド活動への疑問が生まれ、さらに所属していたエニグマ・レコードが倒産したことで活動を停止する。

## 初期
洗濯機などの機械が発するノイズを用いた、極めて実験的かつ前衛的な音楽で、いまではノイズ・ミュージックの先駆けと評価する人もいるが、当初はキャンパス内で開いた発表会でビール瓶を投げつけられるほど不興を買った。しかし、1977年に最初のミュージック・ビデオ『The Truth About De-Evolution』がアナーバー映画祭で入賞したことにより、評価は一変した。

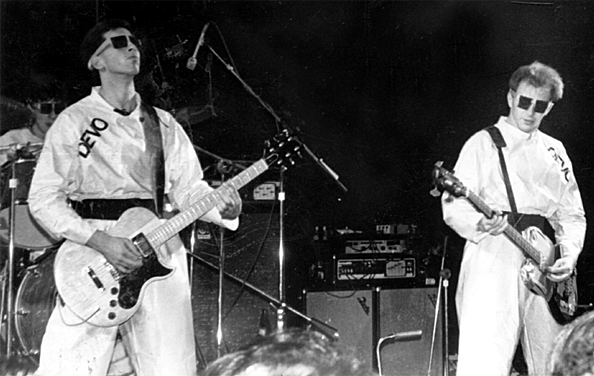
1978年のライブ。左からアラン、ボブ1号、ジェリー。

1974年に、今後は既存のロックの形式を採り入れるしかないと考え、ジェリーとマークは各々の弟と、姻戚関係のないアランを引き入れてバンドを結成した。ジェリーとマークの弟は同じ名前であり、それにちなんでそれぞれボブ1号とボブ2号と命名された。「ボブ」は英語でロバートの愛称である。
初期の活動についてマークは、次のように語っている。

## 1990年以降
1990年、8枚目のアルバムを発表したのち事実上活動を停止。しかしその後も散発的に活動は行われた。
2003年、サマーソニックで23年ぶりに来日した。
2006年、ディーヴォの曲を少年少女のメンバーに歌わせる'Devo 2.0'というグループをサポートし、アルバム『Dev2.0』をリリースした。
2007年、1990年以来となる新曲「Watch Us Work It」を発表。
2008年、サマーソニック出演のため来日。
2010年2月のバンクーバーオリンピックのステージから、テーマカラーを青とし、エナジードームも青くなった。6月15日（日本盤は6月23日）、20年ぶりのアルバム『サムシング・フォー・エヴリバディ』を発表。
マーク・マザーズボウは、1980年代後半から映画やテレビドラマのサウンドトラックの作曲家として積極的に活動している。

## 変名バンドDOVE
1980年、M-80 Festivalに“DOVE the band of love”（愛のバンド“ハト”）として登場。平和を希求する偽善者バンドとしてサンバイザーとカジュアルスーツに首から大きなハトのマークが入ったメダルを下げるといった胡散臭い出で立ちで、「忌まわしいディーヴォ・ソング」として「It Takes a Worried Man」「Praying Hands」「Shrivel Up」を演奏。またダブニー・コールマン主演のコメディ映画『Pray TV』（1980年）にも登場。ここでは「Shrivel Up」を演奏している。

## メンバー

### 現メンバー
- マーク・マザーズボウ（Mark Mothersbaugh） - ボーカル、ギター、シンセサイザー。創設メンバーであり実質的なリーダー。彼の苗字は日本では「マザーズバー」「マザーズボウ」と書かれる表記ゆれがある。彼の使用するギターはミュータント・ギターと呼ばれる。
- ボブ・マザーズボウ（通称：ボブ1号）（Robert Mothersbaugh (BOB1)） - ギター、ボーカル。マークの弟。
- ジェラルド・キャセール（通称：ジェリー）（Gerald Casale(Jerry)） - ベース、ボーカル。創設メンバーであり、DEVOの宣伝部長。ディーヴォのPVは彼が手がけている。2005年からはソロプロジェクトの「Jihad Jerry & the Evildoers」を行っている。
- ジョシュ・フリーズ（Josh Freese） - ドラムス（1996年加入） - 元 ヴァンダルズ 。ガンズ・アンド・ローゼズに約2年間参加していた他、現在もDEVOと並行してナイン・インチ・ネイルズ・パーフェクト・サークル・スティング・B'zなどのドラムスとして活動している。[11][12]
- ジョシュ・ハーガー（Josh Hager、二代目ボブ2号） - ギター、キーボード（2014年加入）。

### 元メンバー
- ボブ・キャセール（通称：ボブ2号）（Robert Casale (BOB2)） - ギター、シンセサイザー。ジェリーの弟。2014年2月17日、心不全により死去。61歳没。
- アラン・マイヤース（Alan Myers） - ドラムス（1986年脱退）。元ジャズドラマー。2013年6月24日、胃癌のため死去。58歳没。
- デビット・ケンドリック（Devid Kendrick） - ドラムス（1987年加入）。元スパークス。1991年に脱退しているが、レコーディングへの参加やマークの音楽制作会社に参加したり、2003年の来日時に一時的に再加入したりするなど関係は継続している。
- ジム・マザーズボウ（通称：ジャングル・ジム）（Jim Mothersbaugh (Jungle Jim)） - エレクトロニック・パーカッション（1975年脱退）。マークとボブ1号の弟。「SECRET AGANT MEN」のPVでパーカッションを叩いているのが彼である。脱退後はツアーのエンジニア兼マネージャーを務めた後にローランド社に入社しMidi規格の確立に尽力している。

## キャラクター
ディーヴォにはライブやミュージックビデオ等には退化理論をレクチャーするいくつかのキャラクターが存在する。

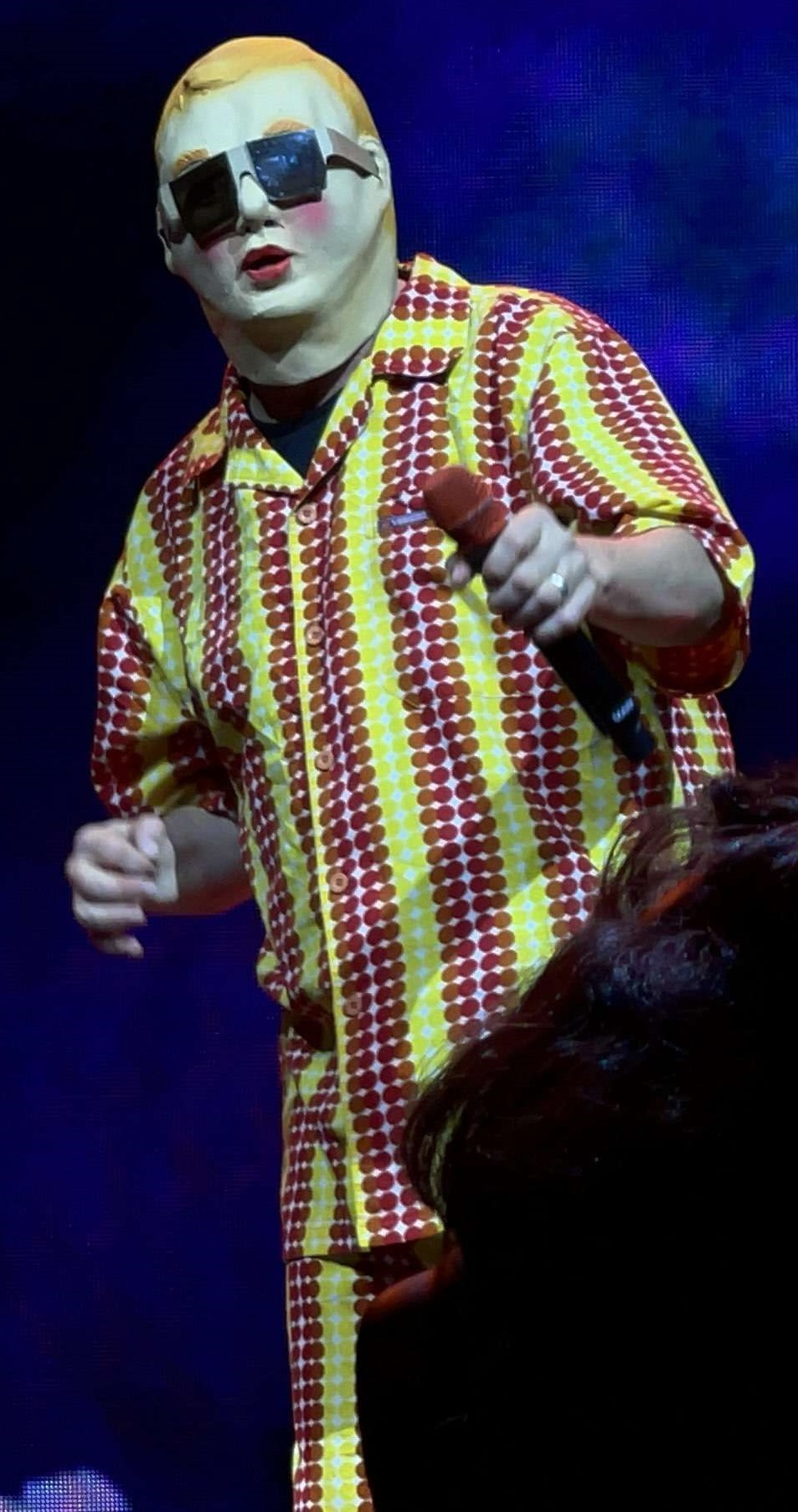
ライブ中のブージー・ボーイ （2023年）

- ブージー・ボーイ（Booji Boy）：幼児に退化した成人男性。ディーヴォのマスコットキャラクターであり、ディーヴォの自主レーベル名でもある。バーナード・シェイキー（ニール・ヤング）監督の映画、『ヒューマン・ハイウェイ』ではディーヴォのメンバーと共に重要な役どころで出演している。日本テレビの24時間テレビ 『愛は地球を救う4』 に出演したことがある。正体は謎とされているが、彼が出ているときはマークが場にいない。ライブでは「The Words Get Stuck in My Throat」、「Red Eye Express」、 「Beautiful World」などの彼が歌う曲も存在する。
- ジェネラル・ボーイ（General Boy）：ブージー・ボーイの父で、退化理論をレクチャーするスポークスマン的存在。演じるのはマザーズバー兄弟の実の父親ロバート・マザーズバー・シニア（Robert L Mothersbaugh Sr.）。2016年5月23日死去。
- ビューティフル・ミュータント（Beautiful Mutant）：「Freedom of Choice」 のビデオクリップに登場するキャラクター。1963年に米ABCで製作・放映されたSFテレビドラマの名作 『アウター・リミッツ』（"Outer Limits"／日本では翌64年に『ウルトラ・ゾーン』なる邦題でOA）に登場した 「100万年後の未来人」 がそのモチーフとなっている（エピソード・タイトルは「狂った進化」）。チョコドーナツが大好き。
- ロッド・ルーター（Rod Rooter）：MV集などに登場するキャラクターでディーヴォが所属する芸能プロ「Big Entertainment」プロデューサー。彼自身はディーヴォのプロデュースを行いつつ嫌っているが、彼の娘であるドーナッツ・ルーターはディーヴォが大好きで、特にマークがお気に入りである。2020年代のライブのオープニング映像ではそれまでのジェネラル・ボーイに変わり年老いた姿で登場している。

## アイテム
ディーヴォには彼らの退化理論を表す幾つかのアイテムが存在する。彼らの公式サイトでも購入が可能なものもある。
- エナジー・ドーム（Energy Dome）メンバーが被っている赤い段々帽の名称でディーヴォ・アイテムの代表格。これを被る事によって世界中のエネルギーを集める事が出来るがメンバー以外には効果がない。ライブでは客席に投げられることが多い。白や黒、ゴールド、青とバリエーションがある。2020年の新型コロナウィルス流行に際し、フェイスガード付きエナジードームが登場した。
- ニュー・トラディショナリスト・ポンプ（New Traditionalist Pomp）アルバム『ニュー・トラディショナリスツ』のジャケットでメンバーが被っているヘッドギアの名称。ジョン・F・ケネディの髪形を模して作られている。マークもジェリーも数ある退化アイテムの中でこれが一番のお気に入りと口を揃える。スタンダードの黒ポンプのほか赤ポンプ、青ポンプといったバリエーションが存在している。

## エピソード
マザーズボウは日本の怪獣映画『フランケンシュタインの怪獣 サンダ対ガイラ』を十数回も観たというほどの大ファンで、キップ・ハミルトンが歌う劇中歌「The Words Get Stuck in My Throat」（伊福部昭作曲）を耳で覚えてしまい、カバーまでしている。ライブではブージー・ボーイが主に歌っている。

## ディスコグラフィ

### スタジオ・アルバム
- 『頽廃的美学論』 - Q:Are We Not Men? A:We Are DEVO!（1978年）
- 『生存学未来編』 - Duty Now for the Future（1979年）
- 『欲望心理学』 - Freedom of Choice（1980年）
- 『ニュー・トラディショナリスツ』 - New Traditionalists（1981年）
- 『オー・ノー!イッツ・ディーヴォ』 - Oh, No! It's Devo（1982年）
- 『シャウト』 - Shout（1984年）
  - 以上6作品と『ディーヴォ・ライヴ - 退化合唱團巡業記+16』は、2008年に菊池功によるリマスタリングで、紙ジャケット化され再発された。また、7作品をまとめたボックスセットが『ディーヴォ・ボックス』として日本限定発売。
- 『トータル・ディーヴォ』 - Total Devo（1988年）
- 『ディーヴォのくいしん坊・万歳』 - Smooth Noodle Maps（1990年）
- 『サムシング・フォー・エヴリバディ』 - Something For Everybody（2010年）

### ライブ・アルバム
- 『退化の巡業』 - DEV-O Live（1981年）※2008年に『ディーヴォ・ライヴ - 退化合唱團巡業記+16』としてワーナー・ブラザース・ミュージック・ショーのプロモーション音源を追加し再発
- 『退化の改新』 - Now It Can Be Told: DEVO at the Palace（1989年）
- 『ライヴ・モンゴロイド・イヤーズ』 - DEVO Live: The Mongoloid Years（1992年）
- Devo Live 1980（2005年）
- Live in Central Park（2005年）
- New Traditionalists – Live in Seattle 1981（2013年）
- 『退化の目撃 - 未発表ライヴ1977』 - Miracle Witness Hour（2014年）
- Hardcore Devo Live!（2017年）

### コンピレーション・アルバム
- 『EZリスニング・ディスク』 - E-Z Listening Disc（1987年、当初はファンクラブ限定販売のインストゥルメンタル・アルバム）
- Devo's Greatest Misses（1990年）
- 『ハード・コア VOL.1 1974 - 1977』 - Hardcore Devo: Volume One（1990年）
- 『ディーヴォ・グレイテスト・ヒッツ』 - Devo's Greatest Hits（1991年）※旧邦題『ベスト・オブ・ディーヴォ』
- 『ハードコア VOL.2 1974 - 1977』 - Hardcore Devo: Volume Two（1991年）
- Hot Potatoes: The Best of Devo（1993年）
- Greatest Hits（1998年）
- 『アンソロジー:パイオニアズ・フー・ゴット・スカルプト』 - Pioneers Who Got Scalped: The Anthology（2000年）
- Recombo DNA（2000年）
- The Essentials（2002年）
- Whip It & Other Hits（2003年）
- Something Else for Everybody（2013年）
- Social Fools: The Virgin Singles 1978–1982（2015年）
- E-Z Listening Muzak（2016年）
- 50 Years of De-Evolution 1973–2023（2023年）

### EP
- Be Stiff EP（1977年）※ブライアン・イーノ・プロデュース以前のテイク集
- Mechanical Man EP（1978年）
- DEV-O Live（1981年）
- Theme from Doctor Detroit（1983年）
- Baby Doll EP（1988年）
- Disco Dancer EP（1988年）
- Post Post-Modern Man EP（1990年）
- Watch Us Work It（2008年）
- Song Study EP（2010年）
- What We Do: Electro-Devo Remix Cornucopia – EP（2011年）

## 日本公演
- 1979年
- 1980年
- 2003年 サマーソニック 2003
- 2008年 サマーソニック 2008